# Бабочка (фильм, 1977)
«Бабочка» (груз. პეპელა) — советская седьмая комедийная новелла из цикла короткометражных фильмов о весёлых приключениях трёх дорожных мастеров, снятая киностудией «Грузия-фильм» в 1977 году.

## Сюжет
Новелла о трёх весёлых дорожных мастерах, помогающих красивой девушке ловить бабочек. Дорожные мастера, уставшие после рабочего дня, неожиданно увидели в поле симпатичную девушку. Оказавшись рядом с ней, они стали гоняться за бабочками, пока девушку не увёз на белых «Жигулях» мужчина. В память о чудесной встрече на дороге осталась разметка в виде порхающих бабочек.

## В ролях
- Лика Кавжарадзе — девушка
- Кахи Кавсадзе — Бесо
- Баадур Цуладзе — Гигла
- Гиви Берикашвили — Абессалом
- Картлос Марадаишвили — ухажёр девушки